# Карасор (озеро, район Беимбета Майлина, северное)
Карасор (малый) (каз. Кіші Қарасор) — озеро в районе Беимбета Майлина Костанайской области Казахстана. Находится в 1 км к западу от посёлка Жамбасколь. Впадает ручей Карасу.
По данным топографической съёмки 1959 года, площадь поверхности озера составляет 4,07 км². Наибольшая длина озера — 4,1 км, наибольшая ширина — 1,8 км. Длина береговой линии составляет 11,4 км, развитие береговой линии — 1,57. Озеро расположено на высоте 196,9 м над уровнем моря.